# Bar Refaeli
Bar Refaeli (Hod HaSharon, 4 de junho de 1985) é uma supermodelo israelense.

## Carreira
Bar foi criada num haras, junto com seus três irmãos e seus pais. Com 8 meses de idade Bar já participava de comerciais. 
Apareceu em numerosas propagandas para grifes como, Louis Vuitton, Ralph Lauren, Victoria's Secret, Hurley, Rampage, Accessorize, Garnier, entre outras. Foi capa da prestigiada revista norte-americana Sports Illustrated Swimsuit Issue em 2009. Refaeli também foi capa de outras importantes revistas de moda como Vogue, GQ, Esquire e Marie Claire, entre outras.